# 오미란
오미란(吳美蘭, 1954년 8월 28일 - 2006년 6월 27일)은 조선민주주의인민공화국의 영화 배우이다. 
그녀는 1954년 평양시에 살고 있는 영화배우 오향문의 딸로 태어났고, 그 후 고등중학교를 졸업해 1972년에 데뷔하였다.
그녀의 대표작인 《도라지꽃》에서 출연한 다음에, 다부작에술영화 《민족과 운명》, 예술영화 《열 네번째 겨울》에서 연기하였다. 그녀는 그중, 예술영화 《도라지꽃》에서 연기한 공로를 인정받아 노력영웅과 공훈배우의 호칭을 받았다. 
2006년에 그녀는 지병으로 숨져서 평양시의 애국열사릉에 묻혔다. 특이한 것은 그녀가 북조선의 무협영화 《홍길동》에서 나왔던 리영호와 같이 북조선의 가라오케 음반인 《조선가요》(全 5집)에서 배우로 활동했다는 것이다. 

## 출연작
- 종군기자의 수기 (1980년)
- 도라지꽃 (1985년)
- 민족과 운명
- 열 네번째 겨울 (1992년)

## 기타 경력
- 조선가요 - 리영호와 함께 출연